# كين لودفيغ
كين لودفيغ (بالإنجليزية: Ken Ludwig) (و. 1950  م) هو مؤلف، ومخرج مسرحي، وكاتب مسرحي، ومحامي أمريكي، ولد في يورك، بنسلفانيا.

## التعليم
تعلم في جامعة أوكسفورد، وكلية هارفارد للحقوق، وجامعة ييل، وكلية هافرفورد.

## وصلات خارجية
- كين لودفيغ على موقع IMDb (الإنجليزية)
- كين لودفيغ على موقع قاعدة بيانات برودواي على الإنترنت (الإنجليزية)
- كين لودفيغ على موقع قاعدة بيانات الفيلم (الإنجليزية)

- كين لودفيغ في قاعدة بيانات الأفلام على الإنترنت